# Szota Bibiłow
Szota Giennadjewicz Bibiłow (ur. 6 sierpnia 1990 we Władykaukazie) – rosyjski piłkarz grający jako skrzydłowy pomocnik.

## Kariera piłkarska
Wychowanek Ałanii Władykaukaz, w wieku 18 lat zaczął grać w pierwszym składzie klubu, występującego wówczas w Pierwszej Dywizji (2. poziom).
Przed sezonem 2011/12 został zawodnikiem Wołgi Niżny Nowogród, z którą awansował do Priemjer-Ligi. Po spadku w 2014, przeszedł do Rubina Kazań, jednak przez dwa lata nie zagrał tam w żadnym meczu pierwszej drużyny.
Jesienią 2016 wrócił do Niżnego Nowogrodu, by grać w klubie Olimpijec, jednak już w styczniu 2017 odszedł do klubu Wołgar Astrachań. Natomiast latem 2017 wrócił do klubu, w którym zaczynał piłkarską karierę – Spartaka (Ałanii) Władykaukaz.